# کلاس تونبرگ
کلاس تونبرگ ورزشکار مرد رشتهٔ اسکیت سرعتی اهل کشور فنلاند است. وی در بین سال‌های ‎۱۹۲۴ تا ۱۹۲۸ میلادی در مسابقات بازی‌های المپیک زمستانی در مجموع ۷ مدال، شامل ۵ مدال طلا و ۱ نقره و ۱ برنز را کسب کرد.